# بيترس روبرتس
بيترس روبرتس (بالإنجليزية: Beatrice Roberts)‏ هي ممثلة أمريكية، ولدت في 7 مارس 1905 بمانهاتن في الولايات المتحدة، وتوفيت في 24 يوليو 1970 في الولايات المتحدة.

## وصلات خارجية
- بيترس روبرتس على موقع IMDb (الإنجليزية)
- بيترس روبرتس على موقع ألو سيني (الفرنسية)
- بيترس روبرتس على موقع أول موفي (الإنجليزية)
- بيترس روبرتس على موقع قاعدة بيانات الأفلام السويدية (السويدية)
- بيترس روبرتس على موقع قاعدة بيانات الفيلم (الإنجليزية)
- بيترس روبرتس على موقع كينوبويسك (الروسية)